# Zoran Primorac
Zoran Primorac (Zara, 10 maggio 1969) è un tennistavolista croato, vincitore di una medaglia d'argento alle olimpiadi di Seul 1988 e di due edizioni della Coppa del Mondo individuale (1993, 1997).